# Заводська Площадка
Заводська Площадка (також Заводський Майданчик) — пасажирський залізничний зупинний пункт Лиманської дирекції Донецької залізниці на лінії Маріуполь-Порт — Волноваха між станціями Маріуполь (8 км) та Сартана (4 км). Розташований у Кальміуському районі міста Маріуполь, мікрорайон Кальміуський ринок, Донецької області.

## Історія
Через підрив мосту в районі селищ Аджахи та Правий Берег через річку Кальчик (біля зупинного пункту 1261 км) з 23 грудня 2014 року було припинено будь-яке залізничне сполучення. Тоді для  всіх приміських електропоїздів та пасажирських поїздів далекого сполучення станція Сартана була кінцевою.
19 листопада 2015 року введено в експлуатацію новий залізничний міст через річку Кальчик, який було підірвано в результаті теракту 23 грудня 2014 року.

## Сучасність
Платформа у напрямку станції Маріуполь розташована у безпосередній близькості від Кальміуського ринку. Зранку прибувають три приміських електропоїздів, тому частина селян торгує власними продуктами прямо на платформі, що створює значні труднощі для висадки пасажирів. У напрямку Сартани платформа розташована за Іллічівським мостом, тому там відповідних труднощів немає.

## Пасажирське сполучення
Нині на платформі зупиняються приміські електропоїзди сполученням Маріуполь — Волноваха / Південнодонбаська.
Поблизу платформи зупиняються трамваї № 1, 9, 10, 11, 13, 14, тролейбуси № 12, 13, автобуси № 1, 12а, 18к, 50, 53, 55, маршрутні таксі 25т, 108, 114, 118, 123, 126, 129, 145, 146, 156. Також поруч здійснюються приміські перевезення у напрямку Сартани — Павлополя № 51т, 52т, 53т, 55т. Також з Кальміуського ринку двічі на день вирушають регіональні автобуси в напрямку Волновахи, Златоустівки, Чермалика, Бойківського.

## Галерея

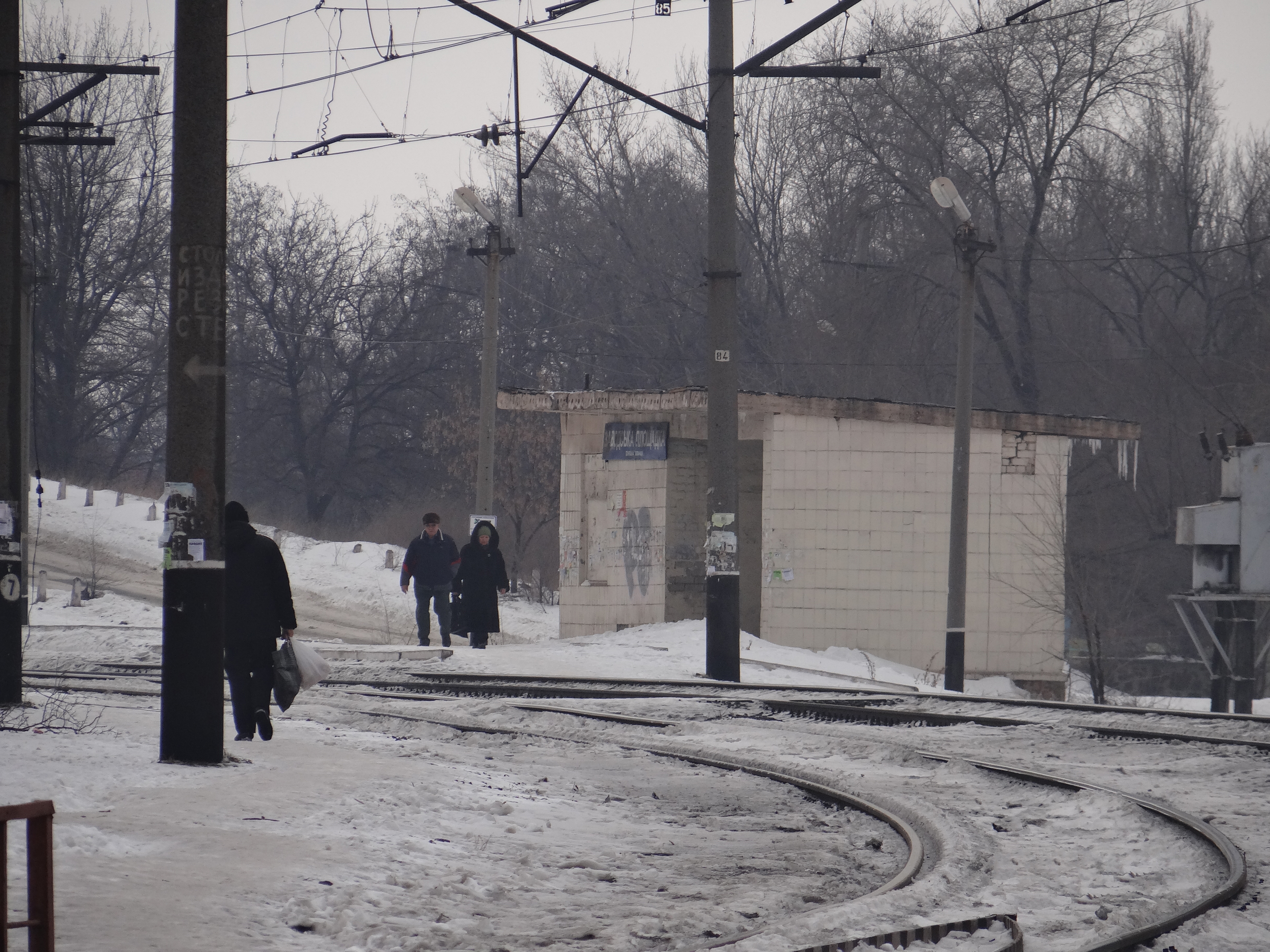
Будівля на платформі Заводська Площадка у напрямку Сартани